# Парк Победы (Солнечногорск)
Па́рк Побе́ды — заброшенный парк культуры и отдыха в городе Солнечногорске Московской области. Был заложен в 1980-х годах, в канун 40-летия Победы советского народа в Великой Отечественной войне.
Парк находится при въезде в город Солнечногорск со стороны Москвы, с правой стороны Ленинградского шоссе, в микрорайоне Рекинцо.

## История
Парк Победы в Солнечногорске был заложен в 1980-х годах, в канун 40-летия Победы. По этому случаю, в центре планируемого парка был установлен мемориальный камень.
Посадки деревьев и попытки благоустройства парка велись в течение 10 лет, проект был реализован на 60 %, но с начала 1990-х годов, из-за отсутствия финансирования, все работы по благоустройству были свёрнуты. Со временем пропал мемориальный камень в центре парка (заменён на новый в 2010 году).
Парк примечателен тем, что его планировка была выполнена в форме пятиконечной звезды. Пять лучей звезды расходятся от центра в разные стороны. Эта особенность парка хорошо просматривается на аэро- и космических фотоснимках.
За всё время лесопосадочных работ, разными породами деревьев: лиственницей, дубом, берёзой, липой, калиной и сосной, в парке было высажено четыре луча звезды. В конце 1990-х годов, в северной части парка, из-за добычи там песка, образовались глубокие карьеры затопленные водой.
В 2013 году появились проекты восстановления парка. Согласно одному из проектов, от главного входа (со стороны микрорайона Рекинцо) должна будет начинаться Аллея Славы, украшенная бронзовыми бюстами всех 10-ти командующих фронтами Великой Отечественной войны. По замыслу автора проекта, заслуженного художника Российской Федерации Романа Фашаяна, в центре пятиконечной звезды, на 30-метровой высоте должна возвышаться фигура Солдата-освободителя. Второе предложение — в центре Парка Победы вместо монумента с фигурой «Солдата» установить часовню.